# Robert N. Proctor

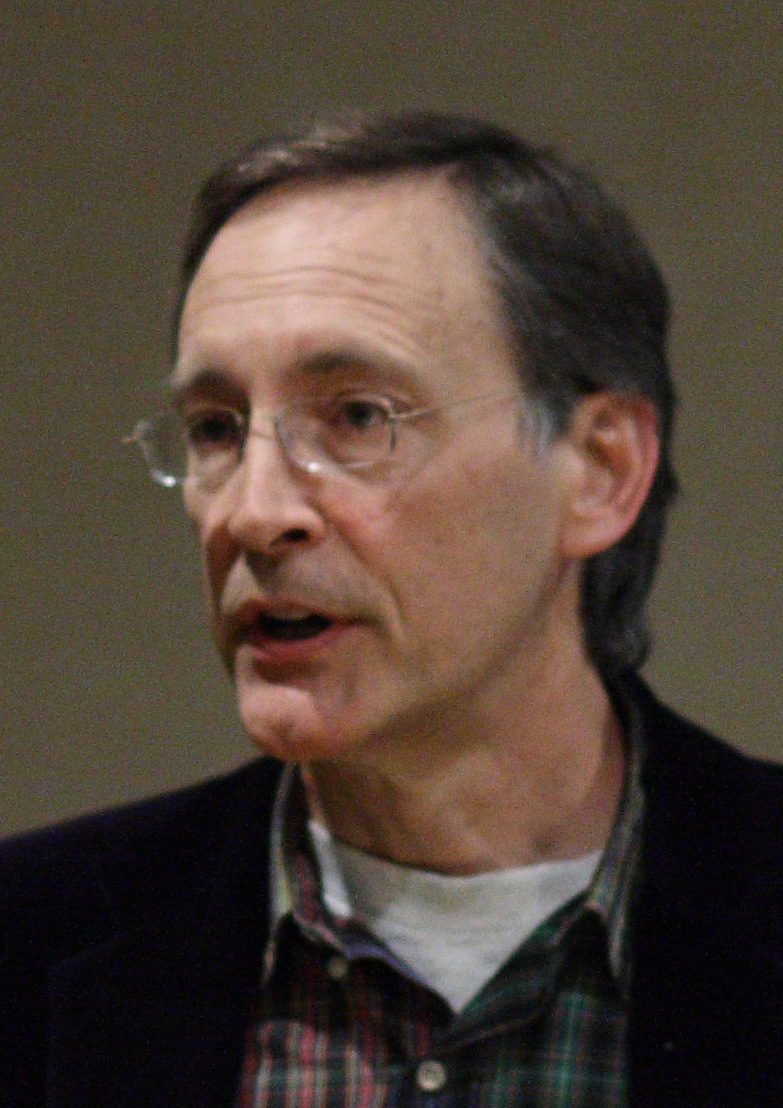
Robert N. Proctor auf einem Treffen der History of Science Society, 2009

Robert Neel Proctor (* 1954) ist ein US-amerikanischer Wissenschaftshistoriker und Wissenschaftstheoretiker mit dem Schwerpunkt Biomedizin und deren politische Umsetzung in den Vereinigten Staaten und Europa. Er ist durch seine Zeugenaussage als erster Historiker in einem Prozess gegen die amerikanische Tabakindustrie einem größeren Publikum bekannt geworden. Proctor ist der Schöpfer des Begriffs Agnotologie, englisch Agnotology, ein Fachgebiet der Wissenschaftsgeschichte, welche die kulturelle Erschaffung und Aufrechterhaltung von Unwissen untersucht.
Proctor studierte Biologie an der Indiana University bis 1976 und Wissenschaftsgeschichte an der Harvard University bis 1977, wo er 1984 auch promoviert wurde. Er unterrichtete unter anderem in Harvard, Princeton und Yale und ist derzeit Professor an der Stanford University. Mit seiner Frau Londa Schiebinger, ebenfalls Historikerin, leitete er neun Jahre lang das Science, Medicine and Technology in Culture Program (Programm für Wissenschaft, Medizin und Technologie in der Kultur) an der Pennsylvania State University. Von Januar bis Juni 2000 war er Gastwissenschaftler bei der Historiker-Kommission, die von 1998 bis 2005 die Verstrickung der Kaiser-Wilhelm-Gesellschaft in den Nationalsozialismus untersuchte. Proctor wurde 2002 in die American Academy of Arts and Sciences gewählt.
Proctor ist mit Londa Schiebinger verheiratet, das Paar hat zwei Kinder. Er sammelt Achate und hat wissenschaftlich erforscht, welche Faktoren dazu beigetragen haben, dass sie als weniger wertvoll gelten als Diamanten.

## Veröffentlichungen
- Racial Hygiene. Medicine Under the Nazis. Harvard University Press, Cambridge 1988, ISBN 0-674-74578-7.
- Value-free Science? Purity and Power in Modern Knowledge. Harvard University Press, Cambridge 1991, ISBN 0-674-93170-X.
- Cancer Wars. How Politics Shapes What We Know and Don’t Know about Cancer. Basic Books, New York 1995, ISBN 0-465-02756-3.
- The anti-tobacco campaign of the Nazis. A little known aspect of public health in Germany, 1933–45. In: British Medical Journal. 1996, No 7070, Volume 313.
- A Historical Reconstruction of Tobacco and Health in the U. S., 1954-1994. Gutachten vom November 1998, PDF online.
- The Nazi War on Cancer.  Princeton University Press, Princeton 1999, ISBN 0-691-07051-2.
Deutsch: Blitzkrieg gegen den Krebs. Gesundheit und Propaganda im Dritten Reich. Übersetzt von Alexandra Bröhm und Katharina Wehrli. Klett-Cotta, Stuttgart 2002, ISBN 3-608-91031-X.[4][5]
- Adolf Butenandt (1903–1995). Nobelpreisträger, Nationalsozialist und MPG-Präsident. Ein erster Blick in den Nachlass (= Vorabdruck Nr. 2 des Forschungsprogramms „Geschichte der Kaiser-Wilhelm-Gesellschaft im Nationalsozialismus“), Berlin 2000 (PDF; 161 KB).
- Commentary: Schairer and Schöniger’s forgotten tobacco epidemiology and the Nazi quest for racial purity. In: International Journal of Epidemiology. 2001, Volume 30, Number 1, S. 31–34.
- Tobacco and Health. Expert Witness Report Filed on behalf of Plaintiffs in: “The United States of America, Plaintiff, v. Philip Morris, Inc., et al., Defendants” (Prozessgutachten vom 10. Mai 2002). In: The Journal of Philosophy, Science & Law. Volume 4. März 2004.
- Golden Holocaust. Origins of the Cigarette Catastrophe and the Case for Abolition. University of California Press, 2012, ISBN 978-0-520-27016-9.[6][7]